# 斯馬特鎮區 (阿肯色州斯通縣)
斯馬特鎮區（英語：Smart Township）是位於美國阿肯色州斯通縣的一個行政鎮區。

## 地方資料
斯馬特鎮區的面積為73.80平方千米，當中陸地面積為73.80平方千米，而水域面積為0.00平方千米。根據2010年美國人口普查的數據，當地共有人口214人，而人口密度為每平方千米2.9人。